# Larentia cheimatobiata
Larentia cheimatobiata är en fjärilsart som beskrevs av Achille Guenée 1857. Larentia cheimatobiata ingår i släktet Larentia och familjen mätare. Inga underarter finns listade i Catalogue of Life.